# NGC 7096
NGC 7096 este o galaxie spirală situată în constelația Indianul. A fost descoperită în 1836 de către John Herschel. Se află la o distanță de 44,46 de megaparseci de Pământ.